# SYMBIONT
『SYMBIONT』（シンビアン）は、SOFT BALLETの復活第一弾アルバム。解散前から通算すると7枚目。

## 概要
1995年4月に解散を発表したSOFT BALLETは、突如2002年のサマーソニックで復活した。そしてシングル「メルヘンダイバー」に続いて今作をリリースした。

## 収録曲
1. BIRD TIME
2. JIM DOG
3. BABEL
4. MERCHENDIVER
5. TOO FAT TOO UGLY
6. OUT
7. FINE TRAIN
8. DEAD-END GAZE
9. LOVE JUNK
10. F・A・C・S
11. PEACEFUL DAYS

- 全曲、作詞・作曲・編曲: SOFT BALLET

## 関連シングル
1. メルヘンダイバー
  - メルヘンダイバー  ＊特別表記はないが、アルバムバージョンとは異なる。
  - メルヘンダイバー (super bloom mix)

## 参加ミュージシャン
- 遠藤遼一 - ヴォーカル
- 森岡賢 - コンピュータ・プログラミング、シンセサイザー
- 藤井麻輝 - コンピュータ・プログラミング、シンセサイザー、ギター

### ゲスト
- Hiromi Frolesca - ヴォーカル
- 濱田マリ - ヴォーカル
- 松井サトシ - マニピュレーション
- 成田忍 - ギター
- 白石元久 - マニピュレーション
- TATSU - ベース
- 寺谷誠一 - ドラムス